# Epigelasma corrupta
Epigelasma corrupta là một loài bướm đêm trong họ Geometridae.